# Droga wojewódzka nr 281
Droga wojewódzka nr 281 (DW281) – droga wojewódzka leżąca w zachodniej Polsce. Arteria łączy Zieloną Górę z wioską Pomorsko nad Odrą przy trasie wojewódzkiej 278.

## Miejscowości przy trasie
- Zielona Góra
- Wysokie
- Pomorsko